# Хадарцев, Аслан Хазбиевич
Асла́н Хазби́евич Хада́рцев (осет. Хӕдӕрцаты Хазбийы фырт Аслан; 4 февраля 1961, село Суадаг, Алагирский район, Северо-Осетинская АССР, СССР — 7 мая 1990 с. Хаталдон, Северная Осетия) — советский борец вольного стиля, многократный чемпион мира и Европы. Заслуженный мастер спорта по вольной борьбе (1983). Заслуженный тренер СССР (1990). Старший брат Махарбека Хадарцева.

## Биография
Родился в селении Суадаг Северной Осетии. После окончания школы поступил в Железнодорожный техникум г. Орджоникидзе. Первый свой успех Аслан праздновал на юношеских соревнованиях Российского совета «Динамо». После окончания техникума поступил в Ташкентский автодорожный институт. В Ташкенте начал тренироваться у Бекмурзова Михаила Гавриловича и у заслуженного мастера спорта Казбека Дедегкаева. После этого он выиграл первенство СССР среди юношей, а затем — первенство Европы и мира среди юношей. В 19 лет на чемпионате СССР выиграл у олимпийского чемпиона Ильи Мате и был включен в состав сборной команды СССР. Так же тренировал своего младшего брата Махарбека Хадарцева, ставшего чемпионом XXIV Олимпийских игр.
В 1990 году 7 мая Аслан Хадарцев погиб в автокатастрофе у селения Хаталдон (Северная Осетия).

## Спортивные достижения
- Трёхкратный чемпион мира (1983, 1987, 1986)
- Двукратный чемпион Европы (1988, 1989)
- Четырёхкратный обладатель кубка мира (1983, 1984, 1985, 1986)
- Трёхкратный чемпион СССР (1983, 1986, 1987)
- Победитель Спартакиады народов СССР (1983)
- Победитель международного чемпионата «Дружба-84» в Софии (1984)
- Победитель Суперкубка в Токио (1985)
- Победитель Игр доброй воли (1986)
- Победитель абсолютного чемпионата Европы в Анкаре (1990)[3]

## Награды и звания
- Орден «Знак Почета» (1984)

## Память
- Именем Аслана Хадарцева названа улица во Владикавказе.
- Во Владикавказе есть Академия борьбы имени Аслана Хадарцева.[4]